# 口分田
口分田（くぶんでん）とは、律令制において、民衆へ一律に支給された農地を指す（均田制、班田制）。
日本では飛鳥時代に律令制（班田制）発足に伴い導入された。これは唐の均田制を参考としたと考えられる。

## 中国の口分田

### 前史（北魏 - 隋の露田）
均田制は北魏で始まった。均田制は、民衆へ一律に田地を支給する代わりに、納税と軍役を義務づけることを目的としていた。
北魏では、15歳以上の男子に露田（耕田）40畝（約1.87ヘクタール）と麻田10畝（約0.47ヘクタール）を、女子には同じく20畝（約0.93ヘクタール）と麻田5畝（約0.23ヘクタール）を支給し、59歳になったときに返すとされていた。これが後代の口分田の始源だったと考えられる。また男子はこれとは別に20畝の桑田を与えられ、これは世襲できるとされた。こちらが後の永業田の資源と考えられ、人間だけでなく牛も30畝の田地支給を受けていた（ただし4頭まで）。露田については同じだけの土地が与えられる。これは倍田と言い、連作防止のためのもので、夫婦に与えられる土地は全部で120畝ということになる。桑田は絹の産地にそうでない土地では麻田が与えられる。
北魏から分裂した北斉において初めて口分田の用語が登場するようになり、それを引き継いだ隋も均田制を採用した。隋の均田制では、男子に露田80畝と世業田20畝を支給することとされていた（夫人・奴婢・牛への支給は廃止されている）。露田は時期が来たら収公されたが、世業田は子孫代々所有することが許された。

### 唐の口分田
624年、唐は前代隋の律令を参考として新たに律令を制定した。その中の田令において口分田が規定されている。唐田令では、成年男子（丁男）に100畝（1項=約5ヘクタール）を支給し、うち80畝（約4ヘクタール）を口分田として残りの20畝（約1ヘクタール）を世業田（のち永業田[えいぎょうでん]に改称）とした。
子孫代々相続可能な永業田に対して、口分田は60歳になると収公すると規定されていた。果たして長年耕作してきた田地を円滑に収公できたか、については激しい議論が戦わされており、実際には代々耕作してきた田地の一部を永業田、残りを口分田と称して建前を保ったのではないかとも考えられている。

### 口分田の消滅
唐末期（8世紀末）には、大土地所有が拡大していき、呼応するように徐々に均田制が崩壊していった。この流れの中で口分田も消滅していったと考えられる。

## 日本の口分田
日本の律令では、戸籍に基づいて6年に一回、口分田として6歳以上の男性へ2段（720歩=約24アール）、女性へはその3分の2（480歩=約16アール）が耕作権が貸与され（班田）、その収穫のおよそ3%は租（田租）として徴税され国衙の主要財源とされた。

### 律令での規定
現存する養老律令田令では、口分田について次のとおり規定されている。
- 第3条　口分田について、男は2段とし、女は3分の1を減ずる。5歳以下には支給しない。その地が広い場合または狭い場合は、地域の慣習法に従う。易田は倍給する。支給が済んだ後は、境界（四至）を明確にすること。
- 第21条　田は6年に1回支給する。死んだ場合は、支給年がきたとき、あらためて収授する。
- 第23条　田の支給は、支給年の正月30日までに太政官へ申請する。
- 第27条　政府所有の奴隷（官戸奴婢）の口分田は一般人（良人）に同じとする。私有奴隷（家人奴婢）の口分田は、地域の寛狭に応じ、並びに一般人の3分の1を支給する。

### 導入 - 衰退の経緯
口分田の祖型は、7世紀中葉の大化の改新頃に始まり、7世紀終盤の律令形成期に口分田制度が確立したと考えられている。記録上は、8世紀＝奈良時代を通じて順調に農地の支給（班田）が行われているが、800年の記録を最後に班田は行われなくなった。これに伴い、口分田制度も急速に衰退したのではないかと見られる。このことは、口分田制度によらずとも一定の税収確保が可能となったことを示唆している。
ただし、班田が規定どおり行われていた時期においても全てが順調に機能していたわけではない。水田による班田が原則でありながら、水田の不足より陸田が混ぜられて支給されたり、地域の慣習法（郷土法）によって支給面積を削減されたり、遠方に口分田を与えられるケースもあった。特に志摩国では水田が極度に不足していることから伊勢国・尾張国の水田を口分田とする例外規定が認められていた。また、京の区域内も水田の耕作が禁じられていたため、口分田が設置されておらず、京に本貫を持つ京戸は畿内に口分田が与えられていた。また、遷都の際には偶々その予定地にあった口分田は収公されて替地が与えられていた。
また、口分田は原則として売買・譲渡・質入などが禁じられていたにもかかわらず、奈良時代後期頃から質入などの問題が発生しており、班田が順調に行われなくなると売買や譲渡なども行われるようになった。班田が行われなくなると、口分田も事実上農民の私有地化することになる。

## 日本と唐の差異
日本の律令は唐律令を焼き直したものであり、口分田の制も唐田令の規定から採用しているが、いくつかの点で日本の実情に合わせた変更が行われている。日本と唐の差異は次のとおりである。
- 支給対象：日本は男女、唐は男子のみ
- 支給年齢：日本は6歳以上（死ぬまで）、唐は成年のみ（59歳まで）
- 支給面積：日本は約16 - 24アール、唐は約5ヘクタール
- 永業田：日本には永業田の規定がない

以上概観すると日本の方が支給対象の範囲が広いが支給面積は狭い。人口・農地が少ないという当時の日本の実情に沿ったものであろう。また水田が中心の日本と、陸田が中心の唐という違いもある（水田のほうが単位面積あたりの収穫量は大きく、同時に労働力も必要とする）。なお、奈良時代の日本の人口は約500万人、農地は100万町（約120万ヘクタール、21世紀初頭が約480万ヘクタール）だったと推計されている。

## 地名・苗字としての口分田
滋賀県長浜市には、口分田（くもで）という地名が残存する。この地発祥と思われる口分田姓もあり、日本野鳥の会滋賀支部名誉会長に口分田姓の人物がいる。また、赤穂浪士事件の関係者にも豊岡京極家家老石束に仕えた口分田茂兵衛という口分田（くもで・くもうで）姓の者がいた。岡山県岡山市北区には、院長以下、口分田（くもで）姓を持つ歯科医で構成される口分田歯科医院が2016年12月現在、存在する。